# Miss Marple

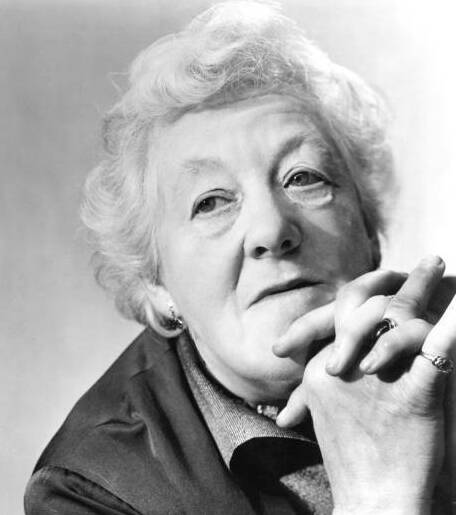

Miss Marple (cunoscută și ca Jane Marple) este un personaj fictiv ce apare în 12 romane polițiste și în 20 de povestiri scurte ale scriitoarei britanice Agatha Christie. Primul roman în care apare este ,,Crimă la vicariat", în 1930, iar ultimul este ,,Misterul crimei fără cadavru", apărut în 1975 și scris cu patru decenii în urmă înainte de publicare.

## Romane
- Crimă la vicariat (1930)
- The Body in the Library (1942)
- The Moving Finger (1942)
- A Murder Is Announced (1950)
- They Do It with Mirrors (1952)
- A Pocket Full of Rye (1953)
- 4.50 from Paddington (1957)
- Oglinda spartă (1962)
- Misterul din Caraibe (1964)
- At Bertram's Hotel (1965)
- Nemesis (1971)
- Sleeping Murder (1976)